# تفاعل تنظيم
في الكيمياء التفاعل التنظيمي هو أحد التفاعلات العضوية هو التفاعل الكيميائي الذي كل الروابط المكسورة والروابط المتصلة تحدث كلتاهما في خطوة واحدة.
ومن أمثلتها تفاعلات حول حلقية (pericyclic).